# Incidente de Jurcha de 2008
El Incidente de Jurcha de 2008 es el ataque de un autobús en el pueblo georgiano de Jurcha, cerca de la línea de cese el fuego de con la no reconocida internacionalmente República de Abjasia. El ataque tuvo lugar el día de las elecciones con el resultado de 3 heridos. A pesar de las acusaciones georgianas que el ataque se llevó a cabo desde el lado abjasio, las investigaciones revelaron que el lugar probable del mismo es el lado georgiano.

## El ataque
El ataque se efectuó el 21 de mayo de 2008, en el campo de fútbol del pueblo georgiano de Jurcha, el día de las elecciones legislativas georgianas. Un autobús que transportaba los votantes desde el distrito abjasio de Gali llegó al campo de fútbol, donde fue objeto de un ataque con armas cortas y granadas. 3 personas fueron hospitalizadas en Zugdidi, uno de ellos herido de gravedad.

## Reacciones
Georgia acusó que desde el lado ajbazo se había llevado a cabo un ataque con el apoyo ruso. El laso ajbazo negó el hecho, y afirmó que la zona donde ocurrió el incidente de Jurcha también estaba en territorio controlado por fuerzas georgianas.

## Investigación independiente
El 22 de mayo el Comité Noruego de Helsinki y el Centro de Derechos Humanos de Georgia llevó a cabo una investigación del ataque. Averiguaron que los autobuses habían entrado directamente al campo de fútbol en vez de a la mesa de votación. Además, los medios de comunicación estuvieron presentes en la escena antes que el incidente ocurriera. Las fuerzas de seguridad georgianas se presentaron inmediatamente en el lugar del incidente, incluso estando Jurcha en la zona desmilitarizada, y la base más cercana está a 15 minutos. Los investigadores averiguaron que el ataque había sido perpetrado a solo 100 metros de distancia por el lado georgiano, por tanto, el lado opuesto a la línea de cese el fuego. Testigos locales afirmaron que creían que el ataque había sido realizado desde el lado georgiano.
Otra investigación se llevó a cabo con el estudio Reporter en Tiflis, que hizo un documental sobre el incidente. Estableció directamente que el ataque fue perpetrado desde lado georgiano. Antes de ser los autobuses alcanzados por las granadas, el cámara había posicionado el trípode y estaba grabando los autobuses, en espera del suceso presuntamente preparado de antemano. Los habitantes locales informaron que les pidieron ir al campo de fútbol para un reportaje de vídeo, sin que las votaciones fuesen mencionadas, por tanto, no se trataban de habitantes del distrito de Gali.
Los hallazgos de las dos investigaciones fueron completamente confirmadas por la investigación de la UNOMIG. También determinó que, a pesar de las afirmaciones georgianas en contrario, los habitantes del Distrito de Gali no habían sido molestados al cruzar la línea de alto el fuego para ir a votar.